# Babbit et Catstello
Babbit et Catstello (Babbit and Catstello) sont des duos de personnages des cartoons Looney Tunes reprenant les caractéristiques du duo comique Abbott et Costello. Créé par Bob Clampett, le premier duo est représenté en 1942 dans le dessin animé Histoire de chatons (A Tale of Two Kitties).

## Description

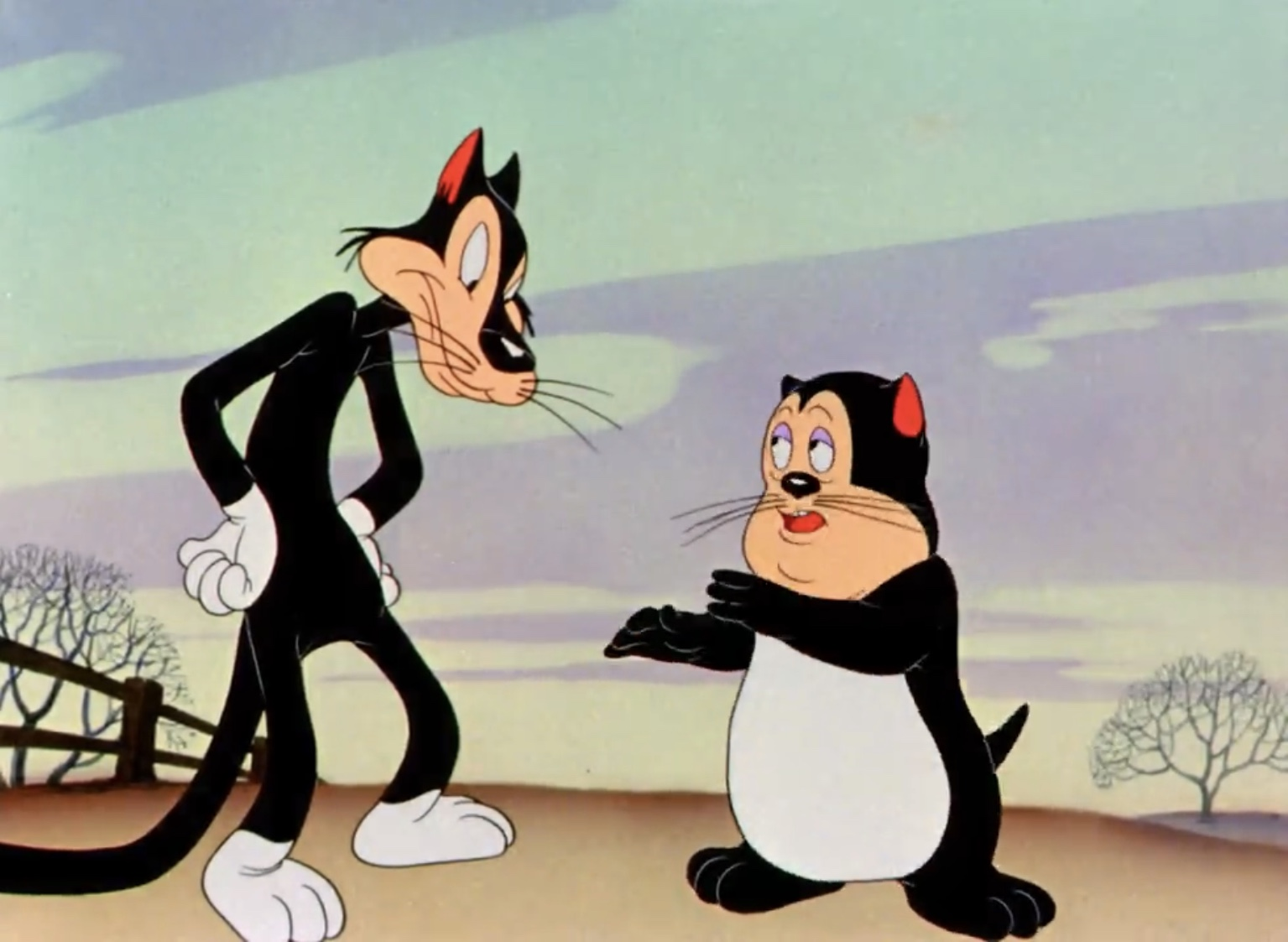
Babbit (à gauche) et Catstello, version chats dans Histoire de chatons (A Tale of Two Kitties, 1942).

## Filmographie

### 1942
- Histoire de chatons (A Tale of Two Kitties) (duo version avec chats)

### 1945
- Tale of Two Mice (duo version avec souris)

### 1946
- Hollywood Canine Canteen (duo version avec chiens)
- The Mouse Merized Cat (duo version avec souris)